# Sveta Stošija
Sveta Stošija ili  Sveta Anastazija (Rim, 3. stoljeće – Sirmij, 11. listopada 3. st.), kršćanska mučenica i svetica koja je umrla u Sirmiju za vrijeme Dioklecijanovih progona. U pravoslavlju se štuje kao Velika mučenica Anastasija, Izbaviteljica od otrova (grč.: Hagia Anastasia Pharmacolytria). Spomendan joj je na Božić (25. prosinca), osim u Zadru i Srijemu, gdje se štuje i 15. siječnja.
Suzaštitnica je Zadra.

## Životopis
O Anastazijinu životu, osim vremena njezine smrti, ima malo pouzdanih podataka. Umjesto toga postoje legende, uglavnom datirane stoljećima nakon njezine smrti. Po njima je bila rodom iz Rima ili Sirmija, odnosno rimska građanka patricijska roda. Prema jednoj legendi, bila je kćer nekog Preteksta i učenica svetog Krševana (Krizogona). U katoličkoj tradiciji navodi se da joj je majka bila sv. Fausta iz Sirmija.
Udavši se preko volje za rimskog patricija Pubija, odlučila je ostati djevicom, na što je uvrijeđeni muž zatvara u kućnu tamnicu. Teške trenutke koje tu provodi ublažuje joj pismima podrške i ohrabrenja budući mučenik i svetac Krizogon (Krševan). Nakon smrti muža, sa skupinom sljedbenika prati Krševana do njegove mučeničke smrti u Akvileji. Put je zatim vodi u Sirmij, odakle se upućuje prema Solunu i ponovo vraća u Sirmij. Zbog pomaganja zatočenim kršćanima i ustrajnosti u svojoj vjeri, na kraju je uhićena i 25. prosinca 304. mučenički umorena na lomači, na otoku Palmariji kod Rima. Kasnije je pokopana u Sirmiju, da bi u 5. stoljeću njezine relikvije bile prenesne u Carigrad, a oko 804. zadarski biskup Donat donosi ih u Zadar i pohranjuje u crkvi koja od tada nosi njezino ime.

## Štovanje
U razmjerno bogatoj ikonografiji, s povijesnomedicinskog motrišta zanimljivi su prikazi sv. Anastazije s balzamarijem tj. posudom s pomastima za balzamiranje usmrćenih mučenika. Vjerujući kako oslobađa od otrova, Grci je nazivaju »pharmakoyltria«, za razliku od Slavena za koje je »uzorešiteljnica« jer pomaže zatvorenicima i oslobađa ih od okova. Budući da se njezino mučeništvo poklapa s Božićem, u nekim se krajevima uvriježilo vjerovanje da je sv. Anastazija bila primalja pri Isusovu rođenju pa joj na slikama u ruke stavljaju škare, koje će joj kasnije pribaviti i epitet zaštitnice cenzure tiska. Uz to, nerijetko ju prizivaju bolesnici s glavoboljama i bolestima u grudima. Premda se u Katoličkoj Crkvi sv. Anastazija službeno časti na Božić, želeći joj posvetiti posebnu pažnju, u Zadru i Srijemu svojoj svetici iznimno posvećuju 15. siječnja.
Anastazija se dugo vremena štovala kao iscjeliteljica i egzorcistica. Njezine relikvije danas se nalaze u Katedrali sv. Stošije u Zadru. Jedna je od sedam žena, osim Blažene Djevice Marije, spomenuta u Misnom kanonu.

## Vanjske poveznice
|  | Zajednički poslužitelj ima još gradiva o temi Sveta Stošija |

- St. Anastasia (engl.) u Katoličkoj enciklopediji
- Patron saints: Anastasia (engl.) Catholic Forum.  Arhivirana inačica izvorne stranice od 30. siječnja 2008. (Wayback Machine)